# ريتشارد روزنفيلد
ريتشارد روزنفيلد (بالإنجليزية: Richard Rosenfeld)‏ هو أستاذ جامعي وعالم جرائم أمريكي، ولد في 20 ديسمبر 1948.